# Aeropuerto de Kisumu
El Aeropuerto de Kisumu es un aeropuerto en Kisumu, Kenia (IATA: KIS, OACI: HKKI).
Es el tercer aeropuerto con más movimiento de Kenia a pesar de no contar con vuelos internacionales, como el Aeropuerto Internacional de Eldoret.

## Aerolíneas y destinos
| Aerolíneas              | Destinos         |
| ----------------------- | ---------------- |
| East African Safari Air | Nairobi          |
| Fly540                  | Eldoret, Nairobi |
| JetLink Express         | Mwanza, Nairobi  |
| Kenya Airways           | Nairobi          |

## Trivial
- El padre del presidente de Estados Unidos, Barack Obama, es del pueblo de Nyang'oma Kogelo, a sesenta kilómetros de Kisumu. Las autoridades están intentando ampliar la pista para dar cabida a un Boeing 747 como el Air Force One en caso de que quiera utilizarlo mientras sea presidente.[1]